# سجن تيهار
سجن تيهار في العاصمة الهندية نيودلهي من أشهر السجون في آسيا وهو أكبر سجن في جنوب آسيا. في ديسمبر 2012 كان فيه 10,533 سجينا، بالرغم من أنه يتسع لـ 6,250 سجين فقط، وهو ما يجعله أكثر ازدحامًا.

## التاريخ
كانت بداية السجن في عام 1957 وكان تابعا لولاية البنجاب، وفي عام 1966م انتقلت إدارته إلى إدارة سجون دلهي. واعتبارا من عام 1984 أُضيفت له ملحقات ليصبح أكبر سجن في الهند.

## وصفه
يمتدد سجن تيهار على مساحة كبيرة، وهو مجمع يضم تسع سجون منفصلة ثمانية من السجون لرجال وواحد للنساء. وملحق به وحدات إنتاجية ومصانع متعددة.

## العلامة التجارية TJ
في عام 1961 جرى إلحاق مصنع بهذا السجن ثم أُضيفت صناعات متعددة لاحقًا، حتى أنه صارت هناك علامة تجارية لمنتجات ذلك السجن.